# 戴艾汀·卡邁勒
戴艾汀·卡邁勒（Diaaeldin Kamal，1993年5月2日—）是一名埃及角力運動員，主攻男子自由式125公斤級項目。他曾獲得三屆非洲角力錦標賽男子自由式125公斤級冠軍。

## 外部連結
- International Wrestling Datbase